# Ypacaraí
Ypacaraí (Guaraní Ypakarai) ist eine Stadt und ein Distrikt im Departamento Central in Paraguay 32 km von Asunción gelegen. Der Distrikt mit 27.380 Einwohnern grenzt an den gleichnamigen See. Sie wird die Folklorehauptstadt Paraguays genannt.

## Geschichte
Der Ort begann seine Entwicklung 1864 als Endpunkt der Eisenbahnstrecke aus Asunción. Er gehörte damals noch zu Itauguá. Nachdem sich um den Bahnhof immer mehr Menschen angesiedelt hatten, wurde auf Wunsch der Einwohner am 13. September 1887 per Gesetz die Ortschaft Ypacaraí geschaffen. Den Namen erhielt sie aufgrund der Nähe zum Ypacaraí-See.

## Kultur
Das größte Folklorefest des Landes, das Festival del Lago Ypacaraí, findet jährlich an 30 Tagen im August/September statt. Es besteht aus einem nationalen Tanz-, Poesie- und Theaterfest sowie einem internationalen Gitarrenfest.